# Molophilus facinus
Molophilus facinus là một loài ruồi trong họ Limoniidae. Chúng phân bố ở miền Cổ bắc.